# Myripristis chryseres
Myripristis chryseres là một loài cá biển thuộc chi Myripristis trong họ Cá sơn đá. Loài này được mô tả lần đầu tiên vào năm 1903.

## Từ nguyên
Từ định danh chryseres bắt nguồn từ khrūsós (χρυσός) trong tiếng Hy Lạp cổ đại và có nghĩa là "vàng", hàm ý đề cập đến vây lưng, vây đuôi và vây hậu môn có màu vàng ở loài cá này.

## Phân bố và môi trường sống
M. chryseres có phân bố phân mảnh nhưng rộng khắp khu vực Ấn Độ Dương - Thái Bình Dương. Từ KwaZulu-Natal (Nam Phi) và các đảo quốc Comoros, Réunion, Mauritius, M. chryseres được phân bố trải dài về phía đông đến quần đảo Hawaii cùng quần đảo Société và Tuamotu (Polynésie thuộc Pháp), ngược lên phía bắc đến Nam Nhật Bản (gồm cả quần đảo Ogasawara), xa về phía nam đến Queensland (Úc) và Nouvelle-Calédonie. M. chryseres cũng được ghi nhận thêm tại Biển Đỏ và đảo Phục Sinh, góp phần mờ rộng hơn phạm vi của loài này về phía bắc và đông nam.
Tại Việt Nam, M. chryseres đã được ghi nhận ở quần đảo Hoàng Sa và quần đảo Trường Sa.
M. chryseres sống ở vùng nước có độ sâu khoảng 12–350 m (phổ biến hơn ở độ sâu từ 30 m trở xuống), thường được tìm thấy trong các hang hốc và dưới gờ đá ở đới mặt trước rạn.

## Mô tả
Chiều dài cơ thể lớn nhất được ghi nhận ở M. chryseres là 25 cm. Loài này có màu đỏ tươi, trừ vây ngực đỏ, các vây còn lại đều có màu vàng tươi. Gai vây lưng có xen lẫn màu đỏ và vàng. Màng nắp mang có màu đen.
Số gai ở vây lưng: 11; Số tia vây ở vây lưng: 13–15; Số gai ở vây hậu môn: 4; Số tia vây ở vây hậu môn: 11–13; Số tia vây ở vây ngực: 15; Số vảy đường bên: 32–38.

## Sinh thái học
M. chryseres là loài ăn đêm, và thức ăn chủ yếu của chúng là động vật phù du.